# قائمة رؤساء إيه سي ميلان
رابطة ميلان المحدودة لكرة القدم (بالإيطالية: Associazione Calcio Milan SpA)‏ ، وغالباً ما يعرف اختصاراً باسم إيه سي ميلان (بالإنجليزية: A.C. Milan)‏ أو الميلان فقط، هو نادي كرة قدم إيطالي محترف، تأسس بتاريخ 16 ديسمبر 1899 بمدينة ميلانو في إقليم لومبارديا في إيطاليا، على يد الإنجليزي هيربرت كيلبن. يعرف الفريق بلونيه الأسود الأحمر، ويشتهر في إيطاليا بلقب "الروسونيري» (بالإيطالية: Rossoneri) (بالعربية: الأحمر والأسود). ويلعب الفريق حاليّاً في دوري الدرجة الأولى الإيطالي لكرة القدم.

## رؤساء النادي
كان للميلان العديد من الرؤساء على مدار تاريخه، وكان بعضهم ممن يملكون النادي، في حين أن البعض الآخر كان من الرؤساء الفخريون. وهنا قائمة كاملة:
| - 1899–1909: ألفريد إدواردز - 1909: جيانينو كامبيريو - 1909–1928: بيرو بيريلي - 1928–1930: لويجي رافاسكو - 1930–1933: ماريو بنازولي - 1933–1935: لويجي رافاسكو - 1935–1936: بييترو أنوني - 1936–1937: بييترو أنوني، جيوفاني لورينزيني، رينو فالداميري - 1937–1939: إمليو كولومبو - 1939–1940: أكيلي إنفيرينيزي - 1940–1944: أومبيرتو تراباتوني | - 1944–1945: أنتونيو بوسيني - 1945–1954: أومبيرتو تراباتوني - 1954–1963: أندريا ريزولي - 1963–1965: فيليس ريفا - 1965–1966: فيدريكو سوردللو - 1966–1967: لويجي كاررارو - 1967–1971: فرانكو كاررارو - 1971–1972: فيدريكو سوردللو - 1972–1975: البينو بوتيكي - 1975–1976: برينو باردي - 1976–1977: فيتوريو دوينا | - 1977–1980: فيليس كولومبو - 1980–1982: غاتينو مورازوني - 1982–1986: جيوسيبي فارينا - 1986: روسارو لو فريدي - 1986–2004: سيلفيو برلسكوني - 2004–2006: المنصب شاغر - 2006–2008: سيلفيو برلسكوني - 2008–2012: المنصب شاغر - 2012–2017: سيلفيو برلسكوني - 2017–2018: لي يونغهونغ - 2018–الآن: باولو سكاروني |  |

## إنجازاتهم
| الرئيس             | الأعوام   | عدد البطولات | البطولات التي تم تحقيقها في عهده |
| ------------------ | --------- | ------------ | --- |
| ألفريد إدواردز     | 1899–1909 | 3            | الدوري الإيطالي (3) |
| أومبيرتو تراباتوني | 1945–1954 | 2            | الدوري الإيطالي (1) كأس اللاتينا (1) |
| أندريا ريزولي      | 1954–1963 | 6            | الدوري الإيطالي 4 مرات دوري أبطال أوروبا (1) كأس اللاتينا (1)                                                                                              |
| لويجي كاررارو      | 1966–1967 | 1            | كأس إيطاليا (1) |
| فرانكو كاررارو     | 1967–1971 | 4            | الدوري الإيطالي (1) دوري أبطال أوروبا (1) كأس الكؤوس الأوروبية (1) كأس الإنتركونتيننتال (1)                                                                |
| فيدريكو سوردللو    | 1971–1972 | 1            | كأس إيطاليا (1) |
| البينو بوتيكي      | 1972–1975 | 2            | كأس إيطاليا (1) كأس الكؤوس الأوروبية (1) |
| فيتوريو دوينا      | 1976–1977 | 1            | كأس إيطاليا (1) |
| فيليس كولومبو      | 1977–1980 | 1            | الدوري الإيطالي (1) |
| غاتينو مورازوني    | 1980–1982 | 2            | الدوري الإيطالي الدرجة الثانية (1) كأس ميتروبا (1) |
| جيوسيبي فارينا     | 1982–1986 | 1            | الدوري الإيطالي الدرجة الثانية (1) |
| سيلفيو برلسكوني    | 1986–2017 | 29           | الدوري الإيطالي (9) دوري أبطال أوروبا (5) كأس السوبر الأوروبية (5) كأس العالم للأندية (1) كأس الإنتركونتيننتال (2) كأس إيطاليا (1) كأس السوبر الإيطالي (7) |
| باولو سكاروني      | 2018–الآن | 1            | الدوري الإيطالي (1) |

## وصلات خارجية
- الموقع الرسمي